# 牛王庙戏台
36°14′16″N 111°29′37″E / 36.23778°N 111.49361°E
牛王庙戏台位于中国山西省临汾市尧都区魏村镇，建于元代，是现存最古老的木结构戏台，1996年被列为第四批全国重点文物保护单位。
牛王庙坐北朝南，现存三王殿、献亭、垛殿、廊庑、戏台等建筑，除戏台外均为明清建筑。戏台建于元至元二十年（1283年），大德七年（1303年）因平阳地震受损，至治元年（1321年）重修。戏台面宽7.45米，进深7.55米，单檐歇山顶，三面敞开，仅后檐及两山后部砌墙。